# Cargeghe
Cargeghe (sassaresisch: Cagliègga; sardisch: Carzeghe) ist eine italienische Gemeinde (comune) mit 586 Einwohnern (Stand 31. Dezember 2023) im Norden der Insel Sardinien in der Metropolitanstadt Sassari. Die Gemeinde liegt etwa 8,5 Kilometer südsüdöstlich von Sassari. 

## Verkehr
Durch die Gemeinde führt die Strada Statale 131 Carlo Felice von Cagliari nach Porto Torres.

## Besonderheiten
In Cargeghe hat die Bibliothek von Sardinien, eine private Körperschaft, die sich der Sammlung der sardischen Literatur und Publikationen verschrieben hat, ihren Sitz. Zur Bibliothek von Sardinien gehört auch die Fotothek von Sardinien zur Sammlung anderer Medien.